# Kōhō Kennichi

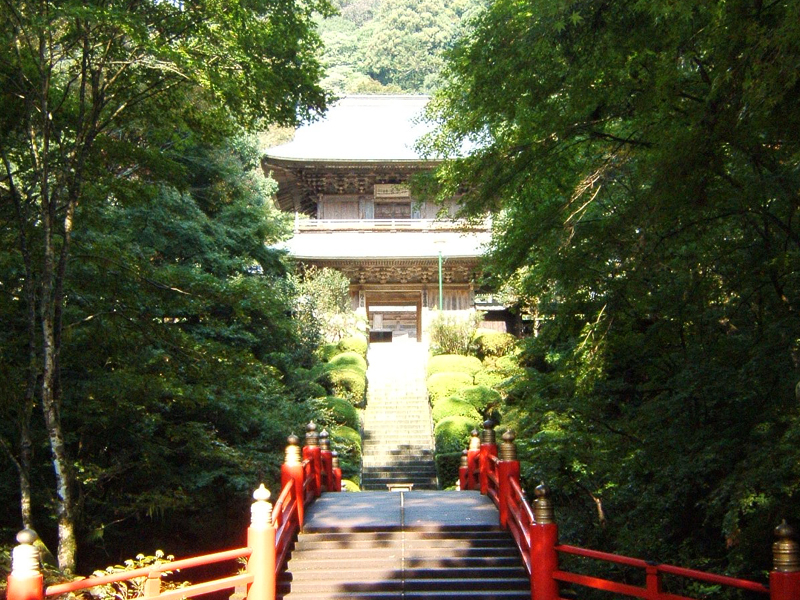
Sanmon (główna brama) klasztoru Ungan

Kōhō Kennichi (ur. 1241, zm. 1316; jap. 高峰顯日) – japoński mistrz zen szkoły rinzai, poeta zen.

## Życiorys
Był najstarszym synem cesarza Go-Sagi (後嵯峨, pan. 1242-1246). Początkowo studiował buddyzm szkoły tendai. Potem praktykował zen u Enniego Ben’ena oraz u chińskiego mistrza chan działającego w Japonii Wuana Puninga (1197–1276). Następnie został uczniem chińskiego mistrza Wuxuego Zuyuana (1226–1286), którego wpływową linię przekazu nazywa się bukkō-ha. Kōhō został jego spadkobiercą.
Kōhō, który miał tendencję do ascetyzmu i mimo pochodzenia, do separowania się od wszelkiej władzy, przekształcił w 1283 roku odległy klasztor Ungan(雲岸寺) w Nasu, należący do frakcji shugendō szkoły tendai, w klasztor zen. Był niewątpliwie mistrzem, który jest odpowiedzialny za rozwój zenu synkretycznego, bowiem mieszał praktyki ezoteryczne z praktykami zen, jednak przyczynił się do popularyzacji zenu we wschodnich prowincjach Japonii.
Przebywał w tym klasztorze ponad 30 lat. Jego sława rosła i miał 3000 uczniów. Jego najsłynniejszym uczniem był Musō Soseki (1275–1351), który specjalnie odbył daleką podróż do Ungan-ji, żeby zostać jego uczniem. Jednak okazało się, że mistrz Kōhō udał się do Kamakury. Spotkali się w tym mieście w 1303 roku, w klasztorze Manju, którego mistrz Kōhō był opatem.
W 1305 roku, po osiągnięciu wielkiego oświecenia przez Musō w maju podczas pobytu w Usubie spotkali się ponownie i mistrz Kōhō potwierdził jego oświecenie certyfikatem (jap. inka) oraz wyznaczył go na swojego następcę.
Kōhō został także opatem Kenchō-ji, po mistrzu Wuxue Zuyuanie. Jednak jego bazą był zawsze klasztor Ungan.
Przed śmiercią napisał wiersz:
| Odejście siedząc lub stojąc jest tym samym. Wszystko, co zostawię za mną Jest stertą kości. W pustej przestrzeni kręcę się i wzbijam, I zniżam się z grzmotem pioruna Do morza. |

Mistrz zen Kōhō Kennichi zmarł 20 dnia 10 miesiąca 1316 roku. Otrzymał tytuł Bukkoku Kokushi.

## Wiersz
| Białe chmury Na szczytach gór Wskazują połowę drogi do krytej słomą chatki O której myślałem, że jest zbyt ciasna Nawet dla mnie |

## Linia przekazu Dharmy zen
Pierwsza liczba oznacza liczbę pokoleń mistrzów od 1 Patriarchy indyjskiego Mahakaśjapy.
Druga liczba oznacza liczbę pokoleń od 28/1 Bodhidharmy, 28 Patriarchy Indii i 1 Patriarchy Chin.
Trzecia liczba oznacza początek nowej linii przekazu w danym kraju.
- 49/22. Huqiu Shaolong (1077–1136)
  - 50/23. Ying’an Tanhua (1103–1163)
    - 51/24. Mi’an Xianjie (1118–1186)
      - 52/25. Songyuan Chongyue (1139–1209
        - 53/26. Yun’an Puyan (1156–1226)
          - 54/27. Xutang Zhiyu (1189–1269)
            - 55/28/1. Nampo Jōmyō (1235–1309) Japonia. Szkoła rinzai.

      - 52/25. Po’an Zuxian (1136–1211)
        - 53/26. Wuzhun Shifan (Yuanjiao) (1177–1249)
          - 54/27. Wuxue Zuyuan (1226–1286) (także Foguang)
            - 55/28/1. Mugai Nyodai (1223–1298) mniszka, pierwsza mistrzyni zen
            - 55/28/1. Kōhō Kennichi (1241–1316) Japonia.
              - 56/29/2. Musō Soseki (1275–1351)
                - 57/30/3. Mukyoku Shigen (1282–1359)
                  - 58/31/4. Donchū Dōhō (1365–1498)

                - 57/30/3. Shun'oku Myōha (1311–1388)
                - 57/30/3. Chūgan Engetsu (1300–1375)
                - 57/30/3. Gidō Shūshin (1325–1388)
                - 57/30/3. Zekkai Chūshin (1336–1405)
                  - 58/31/4. Ishō Tokugan (bd)
                    - 59/32/5. Zuikei Shūhō (1391–1473)
                    - 59/32/5. Kisei Reigen (1403–1488)

            - 55/28/1. Kian Soen (1261–1313)) Japonia.
            - 55/28/1. Muchaku (ur. 1243) Japonia. Mniszka
            - 55/28/1. Hōjō Tokimune (1251–1284) Japonia.
            - 55/28/1. Ichiō Inkō (1210–1281)Japonia

          - 54/27. Wu’an Puning (1197–1276)
            - 55/28/1. Hōjō Tokiyori (1227–1263) Japonia

          - 54/27/1. Enni Ben’en (1201–1280) Japonia (Tōfuku-ji)
            - 55/28/2. Tōzan Tanshō (1231–1291) (Tōfuku-ji)
              - 56/29/3. Kokan Shiren (1278–1346)

            - 55/28/2. Mukan Fumon (Gengo) (1212–1291) (Tōfuku-ji), założyciel Nanzen-ji
            - 55/28/2. Hakuun Egyō (bd) (Tōfuku-ji)
            - 55/28/2. Sansō E’un (1231–1301) (Tōfuku-ji)
            - 55/28/2. Zōsan Junkū (1233–1308) (Tōfuku-ji)
            - 55/28/2. Chigotsu Daie (1229–1312) (Tōfuku-ji)
            - 55/28/2. Jikiō Chikan (1245–1322) (Tōfuku-ji)
            - 55/28/2. Mujū Dōgyō (1226–1313)
            - 55/28/2. Sōhō Sōgen (1262–1335)
            - 55/28/2. Jinshi Eison (1195–1272)

          - 54/27. Wanji Xingmi (bd)
            - 55/28. Yishan Yining (1217–1317)
              - 56/29/1. Kokan Shiren (1278–1346) Japonia
              - 56/29/1. Sesson Yūbai (1290–1346) Japonia

          - 54/27. Xueyan Huilang (bd)
            - 55/28. Gaofeng Yuanmiao (1238–1295)
              - 56/29/1. Zhongfeng Mingben (1263–1323) Japonia
                - 57/29. Tianru Weize (zm. 1354)
                - 57/30/2. Kosen Ingen (1295–1374) Japonia

            - 55/28. Qi’an Zongxin (bd)
              - 56/29. Shiwu Qinggong (1272–1352)
                - 57/30/1. T'aego Poŭ (1301–1382) Korea. Szkoła imje
                - 57/30/1. Paegun Kyŏnghan (1298–1374) Korea